# Daniel Kovac
Daniel Kovac (* 27. September 1956 in Črna na Koroškem, Jugoslawien) ist ein slowenischer Sänger und Moderator.

## Leben und Wirken
Daniel Kovac wuchs in Jugoslawien, heute Slowenien auf. 1968 verließ er sein Heimatland und siedelte nach Deutschland über. Schon als Dreizehnjähriger gründete er seine erste Rockband. Seit 1979 ist er ebenfalls als Studiosänger tätig.
In den 1980er Jahren wurde er Fernsehmoderator beim ersten deutschen Musiksender musicbox in München. Außerdem moderierte er Radiosendungen beim Bayerischen Rundfunk.
Auch aus dieser Zeit stammen zwei Alben seiner Band Call Me, mit den Songs Working Wonders und Mit der Zeit, die im bayerischen Raum bekannt wurden.
Daniel Kovac wurde durch seine Studioarbeit von Ralph Siegel entdeckt. Er nahm mit dem Lied Frei zu leben im Duett mit Chris Kempers (* 7. Januar 1965 in Mönchengladbach) als Sieger des deutschen Vorentscheids am Eurovision Song Contest 1990 teil und belegte mit ihr den neunten Platz. Daniel Kovac arbeitete später unter anderem als Moderator für Radio Xanadu sowie den Musiksender VH1. Des Weiteren war er 1995/96 Moderator der Sendung Nachtcafé (sonntags 20 bis 24 Uhr) auf Energy Hamburg 97.1.